# Colobaspis femorata
Colobaspis femorata is een keversoort uit de familie halstandhaantjes (Megalopodidae). De wetenschappelijke naam van de soort werd in 1942 gepubliceerd door Judson Linsley Gressitt.